# Bihardancsháza
Bihardancsháza est un village et une commune du comitat de Hajdú-Bihar en Hongrie.